# 酒井武史
酒井 武史（さかい たけし、1938年12月10日 - ）は、日本のジャーナリスト、実業家。武照舎創業者であり、のち休眠中の創土社を買収し、同社代表取締役を務めた。

## 人物・経歴
1961年一橋大学卒業。大学在学中は、宮崎省吾、川岸近衛、平尾光司、飯沼健真らと学生運動に参加した。朝日新聞社記者を経て、1990年武照舎を設立し、大学の先輩である二瓶一郎が社長を務めていた新評論に委託する形で人文書の出版などを行った。2001年二瓶の新評論社長退任に伴い、休眠会社の創土社を買収し同社代表取締役に就任。出版不況が続く中、フェイスとの業務提携を行うなどし、版権を保有する人気ゲームブックの再販を進めるなどした。